# Agent Steel

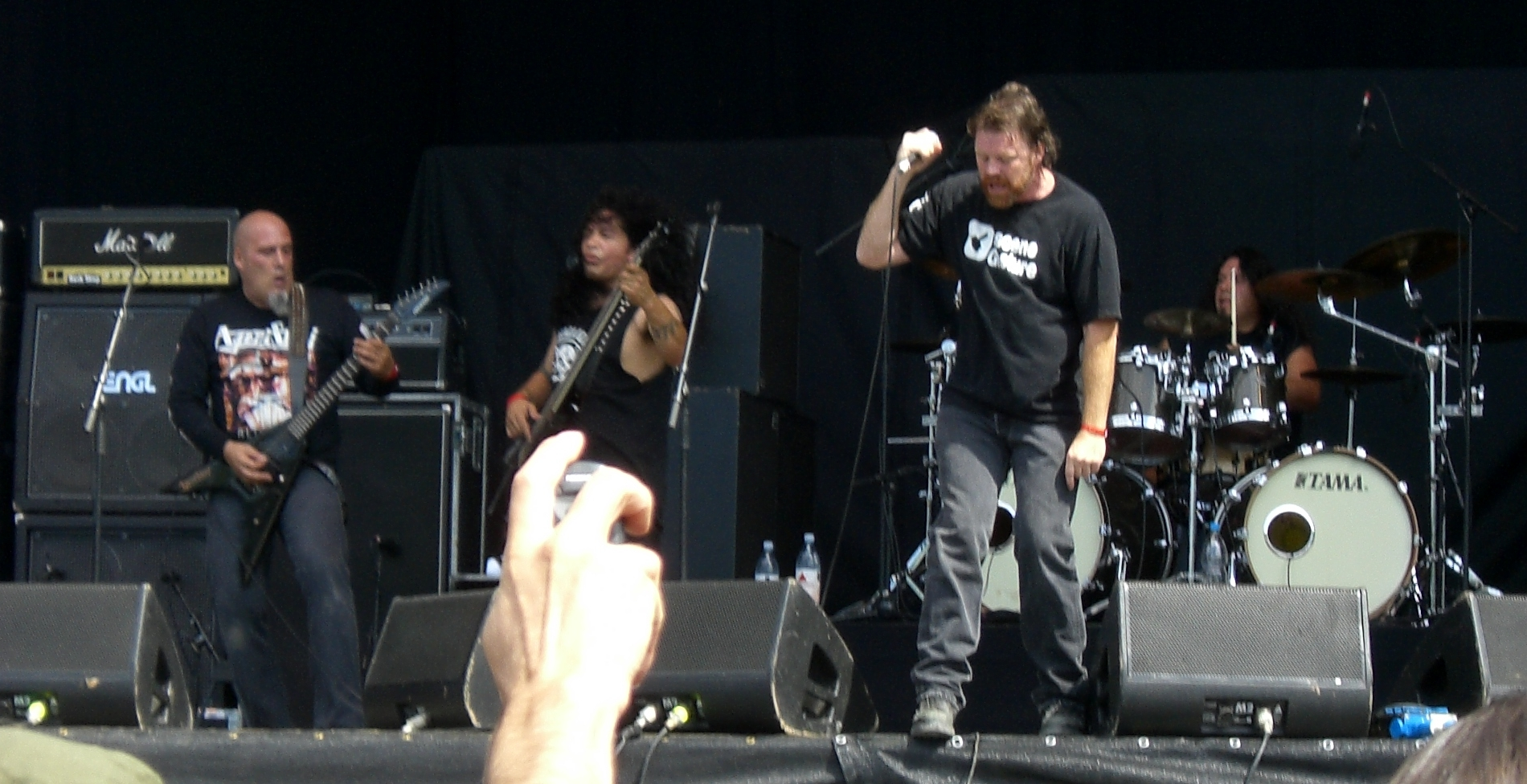
Agent Steel tijdens Bang Your Head Open Air 2008

Agent Steel is een Amerikaanse speedmetalband uit Los Angeles, Californië, opgericht in 1984. Ze brachten twee albums en een ep uit, waarna ze uit elkaar gingen.
Sinds 1999 brachten ze drie nieuwe albums uit.

## Artiesten
- Bruce Hall - vocalist
- Juan Garcia - gitarist
- Bernie Versailles - gitarist
- Karlos Medina - bassist
- Rigo Amezcua - drummer

## Vroegere leden
- John Cyriis - vocalist
- Kurt Colfelt - gitarist
- George Robb - bassist
- Michael Zaputil - bassist
- Chuck Profus - drummer

## Discografie

### Albums
| Album met eventuele hitnotering(en) in de Nederlandse Album Top 100 | Datum van verschijnen | Datum van binnenkomst | Hoogste positie | Aantal weken | Opmerkingen |
| ------------------------------------------------------------------- | --------------------- | --------------------- | --------------- | ------------ | ----------- |
| Skeptics apocalypse                                                 | 1985                  |                       |                 |              |             |
| Mad locust rising (ep)                                              | 1985                  |                       |                 |              |             |
| The unstoppable force                                               | 1987                  | 4-4-1987              | 58              | 4            |             |
| The Omega conspiracy                                                | 1999                  |                       |                 |              |             |
| Order of the Illuminati                                             | 2003                  |                       |                 |              |             |
| Alienigma                                                           | 2007                  |                       |                 |              |             |